# FCW Divas Championship
Het FCW Divas Championship was een professioneel worstelkampioenschap van Florida Championship Wrestling (FCW), opleidingscentrum van World Wrestling Entertainment (WWE). Dit kampioenschap werd gecreëerd en gedebuteerd op 10 juni 2010. In augustus 2012 veranderde de WWE FCW Wrestling in NXT Wrestling. En werd het FCW Divas Championship vervangen door het NXT Women's Championship.

## Titelgeschiedenis
| Nr.              | Worstelaarster   | Nr.              | Datum            | Stad                | Opmerkingen                                                   |
| ---------------- | ---------------- | ---------------- | ---------------- | ------------------- | ------------------------------------------------------------- |
| 1                | Naomi            | 1                | 10 juni 2010     | Tampa               | Naomi versloeg Serena in de finale van een 8-vrouwentoernooi. |
| 2                | AJ Lee           | 1                | 16 december 2010 | Tampa               | Deze aflevering werd uitgezonden op 23 januari 2011           |
| 3                | Aksana           | 1                | 7 april 2011     | Tampa               | Deze aflevering werd uitgezonden op 15 mei 2011               |
| 4                | Audrey Marie     | 1                | 1 september 2011 | Tampa               | Deze aflevering werd uitgezonden op 25 september 2011         |
| 5                | Raquel Diaz      | 1                | 15 december 2011 | Tampa               | Deze aflevering werd uitgezonden op 22 januari 2012           |
| 6                | Caylee Turner    | 1                | 29 juni 2012     | Melbourne (Florida) | Een maand later werd Turner vrijgegeven door WWE.             |
| Titel opgeborgen | Titel opgeborgen | Titel opgeborgen | 14 augustus 2012 | Tampa               | De WWE veranderde de FCW Wrestling in NXT Wrestling.          |

## Statistieken
| Record             | Recordhouder    | Record in cijfers  | opmerkingen |
| ------------------ | --------------- | ------------------ | ----------- |
| Meest regerend     | Alle kampioenes | 1 keer             |             |
| Langst regerend    | Raquel Diaz     | 244 dagen          |             |
| Kortst regerend    | Audrey Marie    | 105 dagen          |             |
| Oudste kampioene   | Aksana          | 29 jaar, 343 dagen |             |
| Jongste kampioene  | Raquel Diaz     | 21 jaar, 62 dagen  |             |
| Zwaarste kampioene | Naomi           | 56 kg              |             |
| Lichtste kampioene | AJ Lee          | 49 kg              |             |

FCW 15 Championship · FCW Divas Championship · FCW Florida Heavyweight Championship · FCW Florida Tag Team Championship · FCW Southern Heavyweight Championship · Queen of FCW